# Ursynowski Fortepian
Ursynowski Fortepian – centrum handlowo-usługowe, które miało powstać przy skrzyżowaniu ulic Indiry Gandhi i Cynamonowej na warszawskim Ursynowie na osiedlu Na Skraju.

## Opis
W związku z likwidacją targowiska Na Skraju, które znajdowało się w bezpośredniej okolicy, tamtejsi kupcy podjęli decyzję o budowie domu handlowego, do którego mogliby się przenieść. W tym celu zawiązali w czerwcu 1997 roku spółkę „Pasaż Handlowy Na Skraju” Sp. z o.o.
W 1998 roku rozpoczęły się prace budowlane, które miały trwać do końca lata 2000 roku (początkowo do końca IV kwartału 1999 roku). Głównym wykonawcą robót był Zakład Budowlano-Remontowy „Budrem” z Ostrowa Wielkopolskiego, a za projekt obiektu odpowiadał poznański architekt Sławomir Rosolski. Dokonano montażu stalowej konstrukcji, po czym budowa obiektu została wstrzymana ze względu na brak środków finansowych. W roku 2000 rozpoczął się również spór pomiędzy Spółdzielnią Mieszkaniową Na Skraju a Urzędem m.st. Warszawy i Urzędem Dzielnicy Ursynów o prawa własności do gruntu, na którym miał stanąć budynek. Wskutek tego, przez wiele lat na miejscu planowanego domu handlowego znajdowała się jedynie stalowa konstrukcja. W 2014 roku nieukończona konstrukcja została rozebrana.
Centrum handlowe miało posiadać trzy kondygnacje: parking podziemny, parter oraz piętro o łącznej kubaturze 46 000 m³ i powierzchni całkowitej 13 000 m², z czego 7500 m² miało być przeznaczone na sto placówek handlowo-usługowych o zróżnicowanych powierzchniach od 25 do 200 m² wyposażonych w instalacje nawiewno-wywiewne oraz klimatyzacje. Według innych danych kubatura obiektu miała wynosić 44 000 m³, powierzchnia całkowita 12 500 m², a powierzchnia parkingu podziemnego 4500 m².
W 2021 działka, na której miało powstać centrum, została zwrócona miastu i w 2023 sprzedana.